# 八条村 (兵庫県)
八条村（はちじょうむら）は、兵庫県城崎郡にあった村。現在の豊岡市中心部に南接する地域、円山川の左岸にあたる。

## 地理
- 河川：円山川

## 歴史
- 1889年（明治22年）4月1日 - 町村制の施行により、佐野村・九日市上町村・九日市中町村・妙楽寺村・九日市下町村・小尾崎村・大磯村の区域をもって発足。
- 1933年（昭和8年）4月1日 - 豊岡町に編入。同日八条村廃止。

## 交通

### 鉄道路線
村域を鉄道省の山陰本線が通過したが、駅は所在しなかった。